# Molí dels Frares (Montbrió del Camp)
El Molí dels Frares és un antic molí de Montbrió del Camp (Baix Camp) inclòs a l'Inventari del Patrimoni Arquitectònic de Catalunya.

## Descripció
Està situat als afores del poble, a prop del Mas de Piquers, al centre d'una finca treballada.
L'estructura arquitectònica és de planta quadrangular, bastida amb pedra escairada i morter. En origen devia tenir planta baixa i un pis superior, per contenir la maquinària. Actualment sense coberta, es conserven a l'interior les arcades de pedra treballada disposades a sardinell que devien sostenir el sòl del primer pis. Es conserva també l'obertura semicircular amb un arc per on sortia l'aigua. On es devia situar la bassa en origen, s'ha construït posteriorment un edifici adjacent
A sobre de la porta d'entrada es conserva una inscripció amb la datació de la construcció del molí, que data de 1803.